# Israel Romero
Israel Romero Ospino (Villanueva, La Guajira, 15 de octubre de 1955), conocido por su apodo El Pollo Irra o Isra, es un cantante, acordeonero y compositor colombiano de vallenato, fundador de la agrupación El Binomio de Oro junto con el fallecido cantante Rafael Orozco.

## Familia
Nació en Villanueva, entonces parte del Magdalena Grande, es el quinto de nueve hermanos, hijo de Escolástico Romero Rivera y de Ana Antonia Ospino Campo, Romero empezó a interpretar el acordeón a los 12 años de edad.
Romero terminó sus estudios de bachillerato en el colegio Santo Tomás de Villanueva, Guajira. Luego se trasladó a la ciudad de Barranquilla a concluir sus estudios universitarios en la Universidad Libre (Colombia) Seccional Barranquilla, donde estudió derecho y donde contrajo matrimonio con Esperanza Lafaurie. De esta unión nacieron tres hijos, Israel David, y las mellas Julie y Cindy Romero Lafaurie.
Israel Romero y algunos de sus familiares conforman "Los Romeros", fundada por los descendientes de Pedro y Escolástico. Israel es hijo de este último, en cuyo honor se bautizó la Tarima donde anualmente se celebra el Festival Cuna de Acordeones en la plaza principal de este municipio. Sus hermanos, igualmente músicos, son Norberto, Rafael, Misael, Rosendo, Limedes y Yahaira.
Su hijo, Israel David Romero también tuvo gusto por la música, siendo que este es la voz líder de El Binomio de Oro a partir del año 2013.

## Trayectoria
En el primer festival que existió en Villanueva -concurso predecesor al Festival Cuna de Acordeones- y que se llamó "Festival Folclórico Patronal de Villanueva", Israel siendo un niño participó en la categoría infantil ocupando el segundo lugar del concurso. En el evento Romero fue superado por Luciano Poveda Olivella y superó al niño Orangel "el pangue" Maestre, quien ocupó el tercer lugar.[cita requerida]
Cuando el hermano de Israel, Norberto se iba de parranda, Israel lo acompañaba con su acordeón. Fue Norberto quien lo llevó a principios de la década de 1970 a la ciudad de Medellín a presentar las pruebas para grabar un sencillo pero no lograron convencer a ningún estudio de grabación. 

### Con Daniel Celedón
En 1975, Romero recibió un telegrama estando en Villanueva en el que Álvaro Arango, presidente de Codiscos, lo citó a una reunión en el Hotel Sicarare de Valledupar por recomendación del acordeonero Andrés "El Turco" Gil -quien ya había logrado grabar varios discos- para proponerle que grabara un larga duración (LP). Tras aceptar la oferta de Codiscos, Romero contactó al cantante villanuevero y amigo Daniel Celedón, quien estudiaba derecho en Barranquilla, para que se encontraran en Medellín y empezar la grabación del larga duración que se tituló Versos del alma.
En la segunda producción musical, Romero y Celedón grabaron el álbum Rumor Vallenato, con el que lograron posicionar en la radio los temas "Amanecemos parrandeando" y "Versos del alma", ambos de la autoría de Romero.

Rafael Orozco Maestre fundó junto con Israel Romero El Binomio de Oro y fue su compañero musical entre 1976 y 1992.

### Binomio de Oro
Israel estudiaba en Barranquilla derecho al igual que Rafael Orozco administración de empresas, pero un grupo de amigos, entre otros, Fernando Meneses Romero y Lenín Bueno Suárez, comenzaron a hacer los primeros contactos entre ellos para lograr esta unión tan fructífera para el vallenato.[cita requerida]
El 16 de junio de 1976, Israel Romero y Rafael Orozco Maestre, oriundo de Becerril, César conformaron El Binomio de Oro. Rafael Orozco venía de grabar exitosamente con Emilio Oviedo e Israel Romero había debutado con al lado del cantante Daniel Celedón. Algunos biógrafos afirman que en celebración del cumpleaños de Lenín se escogió el nombre del grupo y arrancaron formalmente como conjunto vallenato.[cita requerida]
El Binomio de Oro llega a Bogotá, su música llega a las fiestas colombianas y también llegan a los programas de televisión tales: como: El show de las estrellas y Embajadores de la música colombiana ambos de la programadora Jorge Barón Televisión.
Además de las presentaciones en Colombia, el Binomio de Oro empezó a realizar giras internacionales en Venezuela (donde eran invitados continuos al programa de Venevisión Super Sábado Sensacional), el Caribe, Panamá y Ecuador. En octubre de 1981, por primera vez un grupo de música vallenata realizó una presentación en el Madison Square Garden, uno de los centros de eventos más importantes en los Estados Unidos.

### Cáncer
Para mediados de 1988, Israel Romero fue diagnosticado con cáncer de riñón. Para comenzar su proceso de recuperación se retiró temporalmente del Binomio de Oro, siendo reemplazado en las giras ya pactadas por varios acordeoneros. Tras un tratamiento médico oportuno, superó la enfermedad reapareciendo, al lado de Rafael Orozco, en una parranda el 30 de diciembre de 1989 en su natal Villanueva (La Guajira).

### Muerte de Rafael Orozco y reorganización del Binomio de Oro
Tras el asesinato de Rafael Orozco en Barranquilla el 11 de junio de 1992, Israel Romero entró en depresión y mantuvo en receso al grupo por casi un año, tejiendo la conjetura que posiblemente lo iba a disolver.
Luego de meses fuera de los escenarios, Israel vuelve en 1993 al grupo con un nuevo formato. Tras la reorganización, el grupo pasa a llamarse Binomio de Oro de América y recibe el apodo de "La Universidad del Vallenato" gracias a la incorporación de varios cantantes como Gaby García, Richard Salcedo y Jean Carlos Centeno, además de incorporar, en forma definitiva, como segundo acordeonero del grupo a su sobrino José Fernando "Morre" Romero, quien alcanzó a realizar toques con Rafa Orozco mientras El Pollo Irra se recuperaba de su enfermedad. 
Morre Romero estuvo en la agrupación como segundo acordeonero hasta finales del año 2003 Israel reclutó en la agrupación a Gaby García por su gran parecido físico a Rafael Orozco y por tener una voz similar. Richard Salcedo alcanzó gran aceptación por el tema Oye mami qué pasó, con el cual también grabaron un video musical. Jean Carlos Centeno era un vendedor de helados y cantante empírico, originario de Venezuela pero criado en Villanueva (La Guajira), era apasionado por las baladas, pero empezó a cantar por gusto canciones vallenatas a la edad de 14 años. A pesar de su temor a cantar vallenato, tuvo la oportunidad de cantarle en una serenata a Israel Romero como bienvenida. Después de escucharlo y quedar impresionado con su voz, Romero le propuso a Centeno que ingresara al Binomio. y graba con la agrupación su primera canción titulada No te vayas de la autoría de Jorge Valbuena. 
Poco después, se retira Gaby García para conformar su propio grupo sin éxito. Más adelante, se retira Richard Salcedo para formar parte de los grupos Krema y Neos Band en Medellín, bajo la dirección de Israel Romero, y Jean Carlos Centeno quedaría como voz líder de la agrupación. 
En 1996, El Binomio de Oro de América consiguió el Doble Disco de Platino e ingresó el cantante villanuevero Jorge Celedón, quien haría de segundo cantante a lado de Jean Carlos Centeno, reemplazando a Gaby García y Richard Salcedo. Fue una época dorada para la agrupación con Jean Carlos Centeno y Jorge Celedón que duró por cuatro años entre 1996 hasta 1999, Mientras que Celedón logró cantar temas en el grupo como Baila feliz, Me voy de ti, Te haré feliz, No pude olvidarte, El amor,  Olvídala (a dúo con Jean Carlos Centeno), entre otros temas. En 1999, Jorge Celedón se retiró de la agrupación e inició su carrera como solista, mientras que su lugar en el Binomio lo tomó el también villanuevero Junior Santiago. Aunque la época dorada del Binomio de Oro de América continuaba después de la salida de Jorge Celedón y el ingreso de Junior Santiago, luego que Jean Carlos Centeno aún siguiera dentro de la agrupación.

### Años 2000
Tras dos exitosos trabajos discográficos con Codiscos, Más cerca de ti y Difícil de igualar, la canción Niña Bonita, grabada en estudio inicialmente en 2003 pero remasterizada en 2004, se convirtió en el tema del año en Colombia, por encima de artistas de talla internacional como Juanes y Shakira. La canción de estudio y la remasterizada fue grabada en las voces de Jean Carlos Centeno y Junior Santiago, dejando ver lo similar que son los timbres de voz de ambos convirtiéndola en éxito pero, después de la salida de Junior Santiago del grupo, se hizo una versión y un video de la canción en la voces de Jean Carlos Centeno y Alejandro Palacio.
A finales del 2003, Junior Santiago se retira junto al acordeonero Morre Romero, conformando una nueva agrupación vallenata.
A principios de 2004 Alejandro Palacio, un joven de Santa Marta que residía en Miami (Estados Unidos) ingresa a la agrupación reemplazando a Junior Santiago. 
En reemplazo del "Morre", ingresa como segundo acordeonero el tolimense Marcos Bedoya. Después de esto Jean Carlos Centeno, tras 12 años siendo identificado a nivel nacional e internacional como la indiscutible voz líder de la agrupación, terminó su contrato con la agrupación el 31 de diciembre de 2005, iniciando así su carrera como solista. En reemplazo de Centeno, ingresó el cantante Didier Moreno. Según Centeno, salió de la agrupación tras pedir un aumento de sueldo que le fue negado por parte de Israel Romero, además de estar en desacuerdo con grabar la canción y el video de Niña Bonita en la voz de Alejandro Palacio. 

A principios de 2006 ingresa Orlando Acosta. Alejandro Palacio se retira a mediados del año 2008 para comenzar su propia agrupación y, más adelante, para actuar en televisión como actor y presentador.
En 2006, el Binomio de Oro fue nominado, por primera vez, a los premios Grammy Latinos por su álbum Grafiti de amor como mejor álbum en la categoría vallenato-cumbia. 
En 2007, consiguieron una nueva nominación a los premios Grammy Latinos por su álbum Impredecible en la categoría de mejor álbum vallenato-cumbia, destacándosen temas como "Qué Pensaba Yo", de Felipe Peláez, "Diferente A Las Demás" e "Impredecible", de Alejandro Palacio; y el tema "Sufre Corazón", de la autoría de Omar Geles.
El Binomio se retira de Codiscos  disquera con la cual grababa en sus comienzos con Rafael Orozco por 30 años y 34 producciones, y llegan a Discos Fuentes. con nuevas canciones y nuevos músicos.
Uno de los coristas de la agrupación se convirtió en una de las voces principales del grupo; Dubán Bayona, quien entra a reemplazar a Alejandro Palacio en el grupo. Ese mismo año, Marcos Bedoya se retira para dedicarse a la música cristiana y en su reemplazo entra el acordeonero venezolano Carlos Humberto López.

### Años 2010
En 2010 se retira Orlando Acosta y, a principios de 2013, lo hace Dubán Bayona para formar su agrupación con el acordeonero Jimmy Zambrano reemplazándolo como vocalista su hermano Deiner Bayona, ingresando también al grupo Jhonatan Jaraba y el hijo de Israel Romero, el cantante Israel David Romero.
En abril del mismo año, Didier Moreno se retira de la agrupación y, en septiembre de 2015, lo hace Carlos Humberto López para ser el acordeonero de Alejandro Palacio, entrando en su reemplazo Samir Vence Romero. En marzo de 2016, se retira Jhonatan Jaraba para ser el vocalista del Grupo Kvrass y, en su reemplazo, entra el cantante venezolano Jean Piero Spano. En mayo de 2017, se retira Deiner Bayona. En junio de 2019 se retira Jean Piero Spano para comenzar su carrera en solitario, además de quedar afectado debido a la prematura muerte de su esposa mientras daba a luz al primer hijo del cantante, y en su reemplazo entra Maikol Delgado y también ingresa la primera cantante femenina Paulinna Velásquez.
El Binomio de Oro regresa a Codiscos por el álbum discográfico titulado Por el mundo entero.
Conflicto con Jean Carlos Centeno y reconciliación
En enero de 2016, el exvocalista del Binomio de Oro, Jean Carlos Centeno, aseguró que Israel Romero pedía a los promotores de eventos que primero se presentara el Binomio y luego la agrupación de Jean Carlos Centeno, y que en algunos casos pedía que no contrataran a Centeno para que el Binomio mantuviera trato preferencial con los promotores de eventos. Ante la polémica, Romero aseguró que consideraba a Centeno como su amigo y que “Jamás le dará una puñalada a un colega por la espalda y que respeta a todos sus exvocalistas”.
En abril del mismo año, Romero y Centeno se reconciliaron tras la mediación de Jorge Celedón durante un concierto en Monterrey, México.
Los días 11 y el 12 de enero de 2019, el Binomio de Oro tuvo dos conciertos denominados como "Un Reencuentro Dorado" en Monterrey, México. En la Arena Monterrey, Jean Carlos Centeno y Jorge Celedón se volvieron a reunir con la agrupación que los catapultó a la fama, demostrando que los problemas entre Romero y Centeno se terminaron.

### Años 2020
En junio de 2023 se retira Maikol Delgado para iniciarse como vocalista de los Inquietos del Vallenato y en su reemplazo ingresa su hermano Neider Delgado.

## Discografía
Álbumes grabados por Israel Romero:
| - 1975: Versos del alma - 1975: Rumor vallenato - 1976: El Binomio de Oro - 1977: Por lo alto - 1978: Los elegidos - 1978: Enamorado como siempre - 1979: SuperVallenato - 1980: Clase aparte - 1980: De caché - 1981: 5 años de oro | - 1982: Festival Vallenato - 1982-1983: Fuera de serie - 1983: Mucha calidad - 1984: Somos el vallenato - 1985: Superior - 1986: El Binomio de Oro 1986 - 1987: En concierto - 1988: El Binomio de Oro presenta a Gustavo Gutiérrez el poeta vallenato - 1988: Internacional - 1989: De exportación - 1990: De fiesta con El Binomio de Oro | - 1991: De América - 1992: Por siempre - 1993: Todo corazón - 1994: Binomio de Oro interpreta a Fernando Meneses, Un canto al amor - 1994: De la mano con el pueblo - 1995: Lo nuestro - 1996: A su gusto - 1997: Seguimos por lo alto - 1998: 2.000 - 1999: Más cerca de ti - 2000: Difícil de igualar | - 2001: Haciendo Historia - 2002: 10 Aniversario: Rafael Orozco con El Binomio de Oro - 2003: Que viva el vallenato - 2004: En todo su esplendor - 2005: Grafiti de amor - 2006: Impredecible - 2008: Vuelve y pica El Pollo - 2011: Corazón de miel - 2013: Binomio Total - 2016: La promesa - 2019: Por el mundo entero |

## Composiciones
Esta es la lista de composiciones de Israel Romero:
Con Daniel Celedón:
- Amanecemos parrandeando (Grabado en el Mosaico Binomio # 1 para el álbum 5 años de oro de 1981)
- Linda morena
- Digan lo que digan
- Laura: grabada en 1977 en el álbum Gira Mundo.[25]

Con Rafael Orozco:
- Te lo dije mujer
- Vivo contento
- La candelosa
- Linda melodía (Interpretada por el merenguero dominicano Wilfrido Vargas)
- Piénsalo bien
- Un poquito más
- Que lindo es el campo
- De fiesta con El Binomio
- Nostalgia
- A ritmo cha cun cha
- Bonita, bonita
- Recorriendo a Venezuela
- América en carnaval (Interpretada por el merenguero dominicano Wilfrido Vargas)
- Amor, amor

Con el Binomio de ORO después de la muerte de Rafael Orozco
- Que bonito
- A Emilianito
- Oye mami que pasó
- Aruba
- Viva mi selección
- Con mi acordeón
- Boca rosa
- Dime que me quieres
- Chucurrucuchucuchu (Junto con Fidel Corzo)
- Amor de poesía
- Testimonio
- Esa chica
- Monterrey
- Hoy me di cuenta (Junto con Santos Vizcaíno)
- Manantial de amor
- Lejos de ti
- No me vayan a olvidar
- El lloraito
- Cumbia para Venezuela
- Lupita
- Mas cerca de ti
- La iguana (Junto con su sobrino José Fernando Romero)
- Me tiene enamora'o
- Nuestros corazones
- Enamorada (Junto con Orangel "Pangue" Maestre)
- Vida de mi vida
- No me dejes sin ti

Con Gaby García, Richard Salcedo, Jean Carlos Centeno, Jorge Celedón, Junior Santiago, Alejandro Palacio y El Binomio de Oro de América
- Con la discoteca afuera (Junto con su hijo Israel David Romero)
- Que no se entere nadie (Junto con su hijo Israel David Romero)  (Twist)
- Que vivan las mujeres
- Vamos
- Si la tocas te quemas
- Princesa linda
- Por el mundo entero
- El que te canta bonito
- Bendito vallenato
- Carolina

Con Orlando Acosta, Didier Moreno, Dubán Bayona, Israel David Romero, Jhonatan Jaraba, Deiner Bayona y El Binomio de Oro de América.
- El pilón

Con Juan Piña.
- Añoranzas de un amor

Con Gustavo Gutiérrez
- Mi Esperanza
- Mi mujer
- Con mi lira
- Solo rosas

Con Otto Serge y Rafael Ricardo.
- Ritmo costeño (Junto con Alfredo Gutiérrez y La fania vallenata)

Con Alfredo Gutiérrez.
- Cha cun cha (Primera versión)
- Sabrosito

Con Los Tupamaros
- El meneito (Te invito a la fiesta)

Con Jesús "Chucho" Nucira y Su Orquesta

## Temas grabados en su voz
Desde 1995 grabó con su voz varias canciones vallenatas incluidas en varios trabajos discográficos de la agrupación:
- Amor de poesía (A dúo con Jean Carlos Centeno)
- Bañarte en mis sueños
- Hoy me di cuenta
- Pa' que me des tus besos
- No me vuelvas a buscar (Con el acordeón de Víctor Rey Reyes en el álbum La Combinación Vallenata)
- Y usted como quiere a su chavita (A dúo con Jean Carlos Centeno)
- Tres palabras
- Tiempo de comenzar
- No puedo olvidarla (A dúo con Jean Carlos Centeno)
- Todo se acaba
- Quiero estar contigo
- Soñamos juntos.
- Sigue volando  (A dúo con Dubán Bayona)
- Este amor
- Dueño de mi todo

## Colaboraciones en La Combinación Vallenata tocando acordeón
- Con el corazón (Interpretado por Miguel Morales)
- Como vas a olvidar (Interpretado por Álex Manga)
- Ese negro que se cree (Interpretado por Farid Ortiz)
- Como una sombra (Interpretado por Alfonso "Poncho" Cotes Jr.)
- Juliana (Interpretado por Jean Carlos Centeno y Jesús Manuel Estrada)
- Aunque llueve y truena (Interpretado por Jesús Manuel Estrada)
- Cuando me dices que si (Interpretado por Isaías Uribe).

Nota: Israel Romero no grabó ningún tema con su acordeón en los volúmenes 6 y 7 de La Combinación Vallenata de Codiscos.

## Filmografía
- Dejémonos de vainas (1987): el tema Tú no notas del Binomio de Oro hizo parte de esta comedia costumbrista.

- Super Lupe (1991): el tema La creciente del Binomio de Oro hizo parte de la comedia costumbrista.

- Francisco el matemático (1999-2004) el tema Olvídala del Binomio de Oro hizo parte de la serie.

- Mesa para tres (2004): el tema Que será de mí del Binomio de Oro hizo parte de la serie.

- La saga negocio de familia (2005): el tema Reconozco que te amo del Binomio de Oro hizo parte de esta serie.

- Sin tetas no hay paraíso (2006): el tema Nostalgia del Binomio de Oro hizo parte de la serie.

- Como todo el mundo (2007): el tema Un osito dormilón del Binomio de Oro hizo parte de la banda sonora de esta película francesa filmada en Bogotá, Colombia.[26]

- Amor sincero (2010): los temas Por que no te tengo y El higuerón del Binomio de Oro hicieron parte de la serie.